# 1948 год
1948 (ты́сяча девятьсо́т со́рок восьмо́й) год  по григорианскому календарю — високосный год, начинающийся в четверг. Это 1948 год нашей эры, 8‑й год 5‑го десятилетия XX века 2‑го тысячелетия, 9‑й год 1940‑х годов. Он закончился 77 лет назад.
| Пн | Вт | Ср | Чт | Пт | Сб | Вс |
|    |    |    | 1  | 2  | 3  | 4  |
| 5  | 6  | 7  | 8  | 9  | 10 | 11 |
| 12 | 13 | 14 | 15 | 16 | 17 | 18 |
| 19 | 20 | 21 | 22 | 23 | 24 | 25 |
| 26 | 27 | 28 | 29 | 30 | 31 |    |

| Пн | Вт | Ср | Чт | Пт | Сб | Вс |
|    |    |    |    |    |    | 1  |
| 2  | 3  | 4  | 5  | 6  | 7  | 8  |
| 9  | 10 | 11 | 12 | 13 | 14 | 15 |
| 16 | 17 | 18 | 19 | 20 | 21 | 22 |
| 23 | 24 | 25 | 26 | 27 | 28 | 29 |

| Пн | Вт | Ср | Чт | Пт | Сб | Вс |
| 1  | 2  | 3  | 4  | 5  | 6  | 7  |
| 8  | 9  | 10 | 11 | 12 | 13 | 14 |
| 15 | 16 | 17 | 18 | 19 | 20 | 21 |
| 22 | 23 | 24 | 25 | 26 | 27 | 28 |
| 29 | 30 | 31 |    |    |    |    |

| Пн | Вт | Ср | Чт | Пт | Сб | Вс |
|    |    |    | 1  | 2  | 3  | 4  |
| 5  | 6  | 7  | 8  | 9  | 10 | 11 |
| 12 | 13 | 14 | 15 | 16 | 17 | 18 |
| 19 | 20 | 21 | 22 | 23 | 24 | 25 |
| 26 | 27 | 28 | 29 | 30 |    |    |

| Пн | Вт | Ср | Чт | Пт | Сб | Вс |
|    |    |    |    |    | 1  | 2  |
| 3  | 4  | 5  | 6  | 7  | 8  | 9  |
| 10 | 11 | 12 | 13 | 14 | 15 | 16 |
| 17 | 18 | 19 | 20 | 21 | 22 | 23 |
| 24 | 25 | 26 | 27 | 28 | 29 | 30 |
| 31 |    |    |    |    |    |    |

| Пн | Вт | Ср | Чт | Пт | Сб | Вс |
|    | 1  | 2  | 3  | 4  | 5  | 6  |
| 7  | 8  | 9  | 10 | 11 | 12 | 13 |
| 14 | 15 | 16 | 17 | 18 | 19 | 20 |
| 21 | 22 | 23 | 24 | 25 | 26 | 27 |
| 28 | 29 | 30 |    |    |    |    |

| Пн | Вт | Ср | Чт | Пт | Сб | Вс |
|    |    |    | 1  | 2  | 3  | 4  |
| 5  | 6  | 7  | 8  | 9  | 10 | 11 |
| 12 | 13 | 14 | 15 | 16 | 17 | 18 |
| 19 | 20 | 21 | 22 | 23 | 24 | 25 |
| 26 | 27 | 28 | 29 | 30 | 31 |    |

| Пн | Вт | Ср | Чт | Пт | Сб | Вс |
|    |    |    |    |    |    | 1  |
| 2  | 3  | 4  | 5  | 6  | 7  | 8  |
| 9  | 10 | 11 | 12 | 13 | 14 | 15 |
| 16 | 17 | 18 | 19 | 20 | 21 | 22 |
| 23 | 24 | 25 | 26 | 27 | 28 | 29 |
| 30 | 31 |    |    |    |    |    |

| Пн | Вт | Ср | Чт | Пт | Сб | Вс |
|    |    | 1  | 2  | 3  | 4  | 5  |
| 6  | 7  | 8  | 9  | 10 | 11 | 12 |
| 13 | 14 | 15 | 16 | 17 | 18 | 19 |
| 20 | 21 | 22 | 23 | 24 | 25 | 26 |
| 27 | 28 | 29 | 30 |    |    |    |

| Пн | Вт | Ср | Чт | Пт | Сб | Вс |
|    |    |    |    | 1  | 2  | 3  |
| 4  | 5  | 6  | 7  | 8  | 9  | 10 |
| 11 | 12 | 13 | 14 | 15 | 16 | 17 |
| 18 | 19 | 20 | 21 | 22 | 23 | 24 |
| 25 | 26 | 27 | 28 | 29 | 30 | 31 |

| Пн | Вт | Ср | Чт | Пт | Сб | Вс |
| 1  | 2  | 3  | 4  | 5  | 6  | 7  |
| 8  | 9  | 10 | 11 | 12 | 13 | 14 |
| 15 | 16 | 17 | 18 | 19 | 20 | 21 |
| 22 | 23 | 24 | 25 | 26 | 27 | 28 |
| 29 | 30 |    |    |    |    |    |

| Пн | Вт | Ср | Чт | Пт | Сб | Вс |
|    |    | 1  | 2  | 3  | 4  | 5  |
| 6  | 7  | 8  | 9  | 10 | 11 | 12 |
| 13 | 14 | 15 | 16 | 17 | 18 | 19 |
| 20 | 21 | 22 | 23 | 24 | 25 | 26 |
| 27 | 28 | 29 | 30 | 31 |    |    |

## События

### Январь
- 1 января

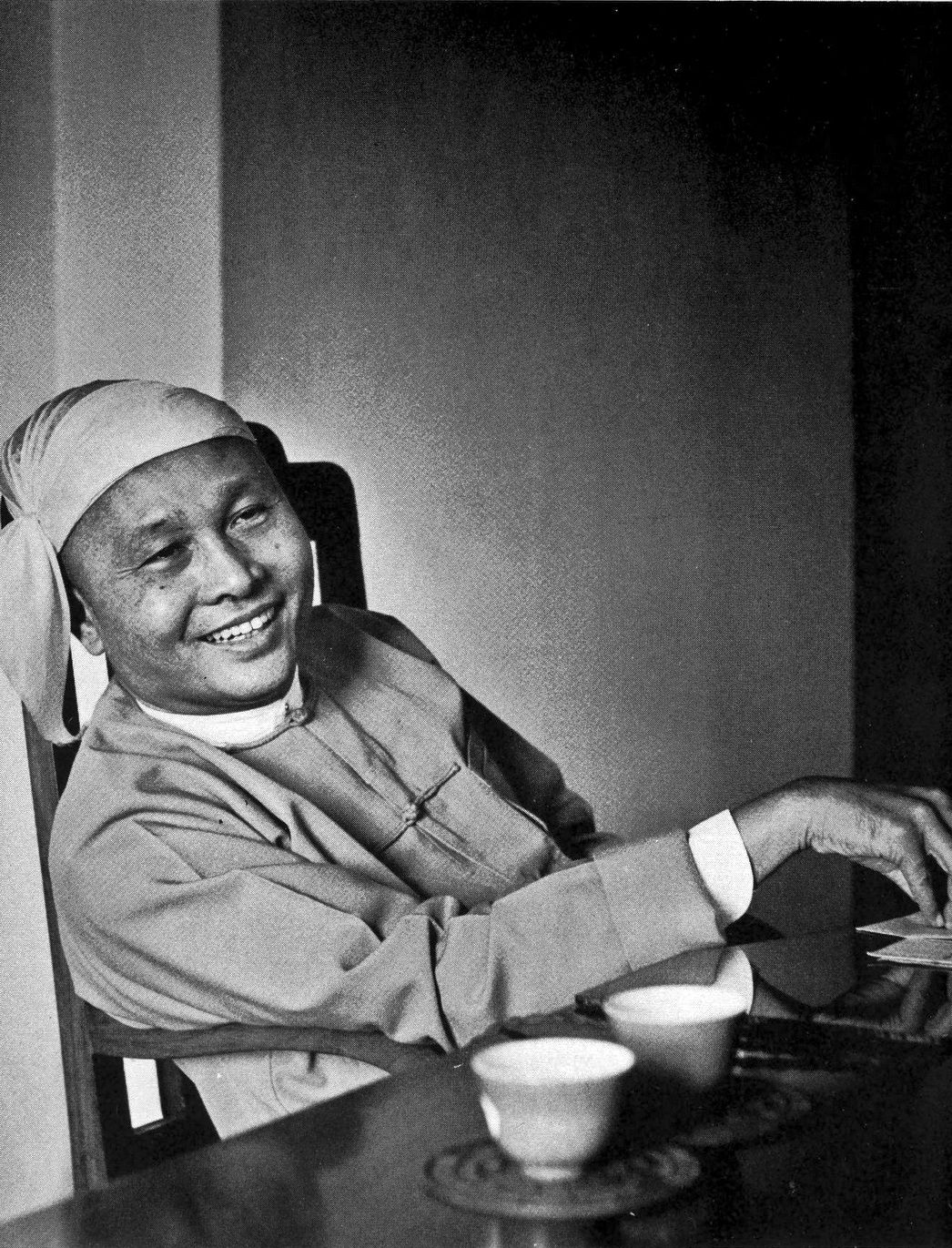
Глава правительства Бирмы У Ну

  - Вступила в силу республиканская конституция Италии[1].
  - Индия обратилась в Совет Безопасности ООН с жалобой на Пакистан, обвинив его в агрессии против Джамму и Кашмира[2].
- 4 января — Бирма получила независимость от Великобритании, вступила в силу первая Конституция страны. Главой правительства стал У Ну[3].
- 5 января — Линь Бяо отдал приказ о формировании 7 новых пехотных бригад для наступления в Маньчжурии[4].
- 7 января
  - Чан Кайши прибыл в Шэньян и сменил командование фронта в Маньчжурии в преддверии наступления сил коммунистов[5].
  - Аннулирование парламентских мандатов коммунистов в Бразилии[6].
  - Случай с Мантеллом: при преследовании НЛО над штатом Кентукки погиб лётчик Томас Ф. Мантелл.
- 10 января — открылась двухдневная III конференция Венгерской коммунистической партии, выдвинувшая лозунг, обращённый к трудящимся: «Страна твоя, ты строишь для себя!». Взят курс на полный захват власти в стране[7].
- 12 января
  - Махатма Ганди начал голодовку протеста против столкновений мусульман и индусов[8].
  - Убийство Соломона Михоэлса
- 15 января — Пакистан обратился в Совет Безопасности ООН с жалобой на Индию[2].
- 17 января — Индонезия и Нидерланды подписали Ренвильское соглашение, предусматривавшее прекращение огня. Временной границей стали «линия ван Моока», разделившая индонезийские и голландские войска[9].
- 18 января — представители индусов и мусульман Дели поклялись перед Махатмой Ганди сохранить мир между общинами и распространить его на всю Индию и Пакистан[8].
- 20 января — в Дели совершено покушение на Махатму Ганди. От взрыва бомбы никто не пострадал[8].
- 22 января — принята новая конституция Никарагуа[10].
- 23 января — подало в отставку левое правительство Индонезии во главе с социалистом Амиром Шарифутдином[9].
- 24 января — заключён Договор о дружбе, сотрудничестве и взаимной помощи между Венгрией и Румынией[11].
- 28 января — в Индонезии сформирован «президентский кабинет» во главе вице-президентом Мохаммадом Хаттой[9].
- 30 января
  - В Дели членом организации «Хинду махасабха» Натурамом Годсе застрелен Махатма Ганди[8].
  - Над Атлантическим океаном пропал самолёт Avro Tudor IV «Star Tiger» компании BSAA с 27 людьми на борту, направлявшийся на Бермудские острова. Обломки не были обнаружены.

### Февраль
- 1 февраля — вступило в силу соглашение о преобразовании британского Малайского союза в Малайскую Федерацию[12].
- 2 февраля
  - В Риме подписан договор О дружбе, торговле и мореплавании между Италией и США[13].
  - Части НОАК под командованием Чэнь И начали операцию по очистке от гоминьдановских войск Шаньдунского полуострова[14].
- 4 февраля
  - В Китае НОАК штурмом взяла Ляоян[5].
  - Подписан Договор о дружбе, сотрудничестве и взаимной помощи между СССР и Румынской Народной Республикой[15].
- 6 февраля — в Венгрии национализированы бокситовые рудники и производство алюминия[11].
- 7 февраля — в Албании расстреляны оппозиционные депутаты Народного собрания из группы Ризы Дани.
- 8 февраля — президентские выборы в Коста-Рике. 28 февраля объявлено, что кандидат правой партии Национальный союз Отилио Улате победил правительственного кандидата Рафаэля Кальдерона Гуардию[16].
- 14 февраля — генерал Ихинио Мориниго переизбран президентом Парагвая.
- 16 февраля — американским астрономом Джерардом Койпером открыта Миранда, спутник Урана.
- 17 февраля — убит заговорщиками король Йемена Яхья. Новым королём провозглашён бывший наместник Таиза Абдалла аль-Вазир[17].

- 18 февраля

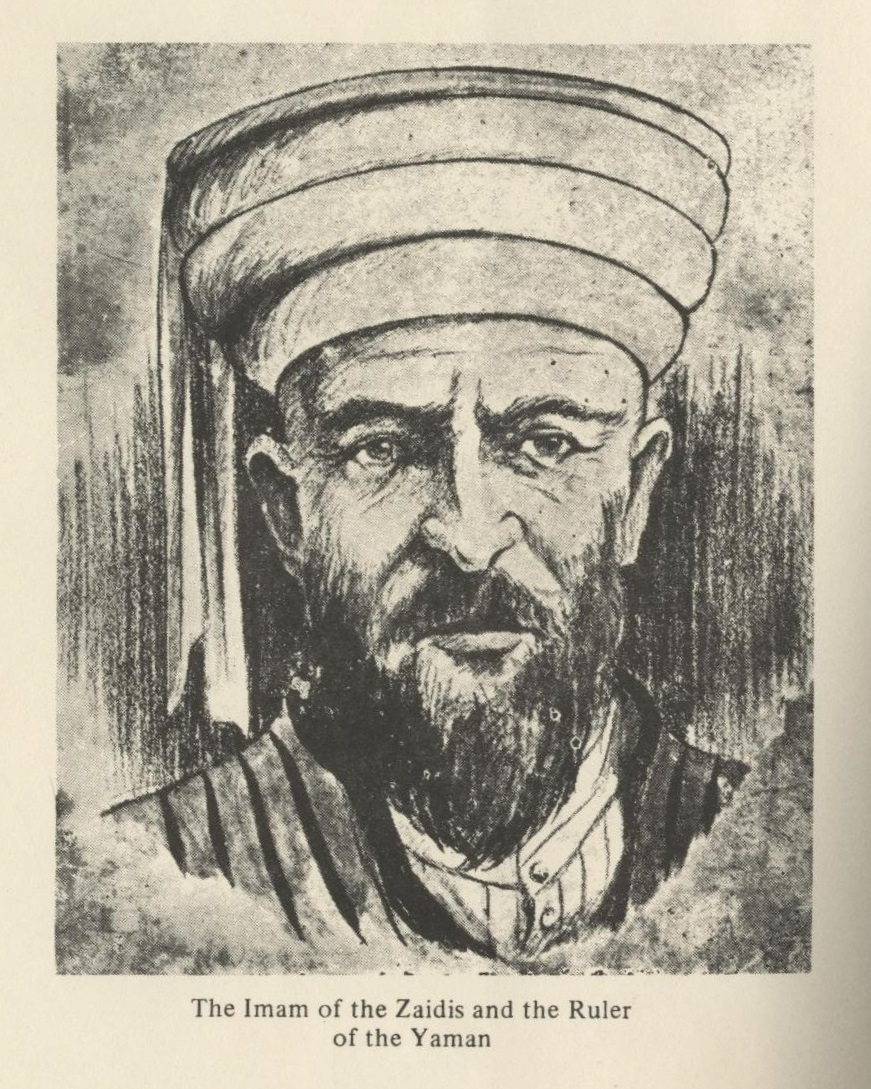
Король Йемена Яхья бен Мухаммед Хамид-ад-Дин

  - Подписан советско-венгерский договор о дружбе, сотрудничестве и взаимопомощи[11].
  - Получившая независимость Бирма установила дипломатические отношения с СССР[3].
- 20 февраля — в Чехословакии 12 министров от правых партий отказались участвовать в работе правительства коммуниста Клемента Готвальда. В стране начался кризис, завершившийся переходом всей власти к Коммунистической партии Чехословакии[18].
- 21 февраля — основание Биллом Франсом-старшим гоночной серии NASCAR
- 23 февраля
  - Органы национальной безопасности Чехословакии провели аресты оппозиции[19].
  - Завершился трёхдневный объединительный съезд Румынской коммунистической партии и Социал-демократической партии Румынии. Создана Румынская рабочая партия[15].
- 24 февраля — в Чехословакии прошла одночасовая всеобщая забастовка в Праге и крупных промышленных центрах. Армия во главе с Людвигом Свободой заявила о своём нейтралитете[19].
- 25 февраля — президент Чехословакии Эдуард Бенеш принял отставку министров от правых партий. Вся власть в стране перешла к коммунистическому правительству Клемента Готвальда[20].
- 27 февраля
  - В Китае НОАК захватила порт Инкоу, отрезав гоминьдановский Китай от Ляодунского залива[5].
  - В Румынии под эгидой коммунистов создан предвыборный Фронт народной демократии под эгидой Румынской рабочей партии[21].
- 27 февраля — в Чехословакии сформирован новый Корпус уполномоченных (региональное правительство) Словакии во главе с Густавом Гусаком[20].
- 28 февраля — в африканской колонии Британский Золотой Берег расстреляна демонстрация африканцев-участников Второй мировой войны[22].
- 29 февраля — в Китае 12 колонн НОАК группы войск Пэн Дэхуая начали наступление в районы Ичуаня и Фусиня[23].

### Март
- 1 марта
  - Конгресс Коста-Рики объявил недействительными результаты президентских выборов. В стране началась гражданская война[16].
  - Забастовки на промышленных предприятиях Вены[24].
- 2 марта — в Китае Северная группа НОАК нанесла удар по городам Гирин, Сыпингай и Чанчунь[5].
- 5 марта — НОАК взяла Гирин[5].
- 7 марта — НОАК взяла Чанчунь[5].
- 8 марта — завершился начавшийся 6 марта 36-й съезд Социал-демократической партии Венгрии, принявший решение о чистке рядов партии и объединении с Коммунистической партией Венгрии[11].
- 10 марта
  - Законодательное национальное собрание Чехословакии одобрило программу коммунистического правительства Клемента Готвальда[25].
  - При неясных обстоятельствах погиб, выпав из окна, министр иностранных дел Чехословакии Ян Масарик.
- 11 марта
  - В Йемене свергнут с престола Абдалла аль-Вазир, пришедший к власти в феврале после убийства короля Яхьи. Новым королём Йемена провозглашён эмир Ахмед, принадлежавший к свергнутой аль-Вазиром династии Хамидаддинов[26].
  - НОАК разгромила 29-ю гоминьдановскую армию в районе Ичуаня[23].
- 12 марта — в Германии основана компания Puma[27].[нет в источнике]
- 15 марта
  - Завершение демобилизации в СССР[28].
  - В Венгрии введено социалистическое соревнование[11].
- 16 марта — НОАК заняла Фусинь[23].
- 17 марта — подписан Брюссельский пакт о создании военно-политического Западного союза в составе Бельгии, Великобритании, Люксембурга, Нидерландов и Франции.
- 20 марта
  - Постановление Совета Министров СССР «О мероприятиях по улучшению текущего учёта научных работников».
  - Совет Министров Литовской ССР и ЦК Коммунистической партии Литвы приняли совместное постановление «Об организации колхозов в Литовской ССР»[29]
  - Первые выборы в Сингапуре.
- 21 марта — Законодательное национальное собрание Чехословакии приняло шесть законов о социалистической реорганизации сельского хозяйства[20].
- 22 марта — войска китайских коммунистов вновь заняли Яньань[23].
- 25 марта — в Венгрии национализированы все предприятия с числом работников более 100[11].
- 26 марта — введение США эмбарго на торговлю «стратегическими товарами» с социалистическими странами.
- 28 марта — в Румынии прошли первые выборы в Великое национальное собрание, на которых победил возглавляемый коммунистами Фронт народной демократии[15].
- Март — после конфликта между правительством У Ну и Коммунистической партией Бирмы началась гражданская война в Бирме[3].

### Апрель
- 1 апреля
  - Силы НОАК вошли в порт Вэйхай, завершив захват Шаньдунского полуострова. Они окружили порт Циндао — основную базу флота и морской пехоты США[30].
  - Социал-демократическая партия Венгрии отозвала из парламента 32 своих депутата[11].
- 2 апреля — Конгресс США принял «план Маршалла».
- 3 апреля — Конгресс США утвердил Закон об оказании помощи Китаю на сумму в 463 миллиона долларов.
- 4 апреля
  - Распущен Всевенгерский союз промышленников[31].
  - Во Французском Алжире начались первые выборы в Алжирское собрание. Проходили до 11 апреля[32].
- 6 апреля — в Румынии открылось Великое национальное собрание. Председателем собрания (главой государства) избран академик Константин Пархон[21].

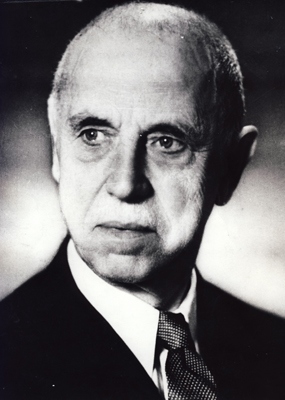
13 апреля: академик Константин Пархон — первый президент Румынии

- 7 апреля — основана Всемирная организация здравоохранения (ВОЗ)[33].
- 9 апреля — подписано новое экономическое соглашение между Испанией и Аргентиной (Протокол Франко-Перон). Аргентина получала на 50 лет свободную зону «Порт Перон» в Кадисе.
- 13 апреля — Великое национальное собрание Румынии приняло Конституцию Румынской Народной Республики. Академик Константин Пархон избран главой государства — Председателем Государственного совета РНР (до 12 июня 1952 года)[15].
- 21 апреля — в Чехословакии принят закон о единой школьной системе[20].
- 23 апреля — Первая арабо-израильская война: израильтяне отбили у арабов морской порт.
- 24 апреля — Катастрофа Ли-2 под Бодайбо.
- 25 апреля — Законодательное национальное собрание Чехословакии приняло законы о национализации предприятий оптовой и внешней торговли с числом работающих более 50[20].
- 27 апреля — в Китае войска НОАК заняли Баоцзи, крупный город в провинции Сычуань[23].

### Май
- 8 мая — президентом Коста-Рики стал лидер повстанцев Хосе Фигерес Феррер, провозгласивший Вторую республику.
- 9 мая — принята новая Конституция Чехословакии[20].
- 10 мая — на юге Корейского полуострова под наблюдением Временной комиссии ООН по Корее прошли всеобщие выборы.
- 12 мая — король Египта Фарук I отдал армии приказ о подготовке вторжения в Палестину. Премьер-министр Египта Махмуд ан-Нукраши-паша срочно созвал заседание парламента для решения вопроса о вторжении в Палестину[34].
- 14 мая
  - Провозглашена независимость государства Израиль.
  - В Египте введено военное положение, начались аресты оппозиции и коммунистов[35].
- 15 мая — Армии Египта, Трансиордании, Сирии и Ирака вторглись в Палестину[36].
- 22 мая — в результате столкновения грузового и пассажирского поездов на станции Гавриловка Харьковской области погибли 18 человек[37].
- 22—23 мая — операция «Весна» – депортация членов антисоветских партизанских отрядов в Литве и членов их семей. Всего было выселено 39 766 человек.
- 23 мая — при обороне Кайфына 5 самолётов гоминьдановской авиации перелетели на сторону НОАК. Начало перехода отдельных частей и дивизий гоминьдановских войск на сторону КПК[38].
- 24 мая — ушёл в отставку председатель Исполнительного Юаня (правительства) гоминьдановского Китая Чжан Цюнь. Его сменил Вэн Вэньхао.
- 30 мая — в Чехословакии прошли выборы в Национальное собрание на основе единого списка кандидатов от возглавляемого коммунистами Национального фронта. Фронт получил 86,6 % голосов[20][39].

### Июнь
- 3 июня — свергнута диктатура генерала Ихинио Мориниго в Парагвае. Президентом стал представитель партии «Колорадо» Хуан Мануэль Фрутос.
- 5 июня — глава временного вьетнамского центрального правительства в Сайгоне Нгуен Ван Суан подписал соглашение с верховным комиссаром Франции в Индокитае Э. Боллаэртом, по которому Франция признавала независимость Вьетнама во главе с Бао Даем в качестве присоединившегося государства в составе Французского союза[40].
- 7 июня — на сторону НОАК перешла 5-я гоминьдановская армия в районе Босяня[41].
- 9 июня — в ходе проведения заездов на установление рекорда скорости в районе г. Горький один из автомобилей врезался в толпу зрителей, погибли 18 человек[42].
- 11 июня
  - В Румынии сессия Великого национального собрания, собравшаяся по случаю 100-летия революции 1848 года приняла закон о национализации основных промышленных предприятий, шахт, железных дорог и страховых обществ[15][43].
  - Премьер-министр Египта Махмуд Фахми Нукраши заявил, что он отверг предложение премьер-министра Ирака Нури Саида создать совместное командование в войне против Израиля[44].
- 14 июня
  - Клемент Готвальд избран президентом Чехословакии[20].
  - В Венгрии на объединительном съезде коммунистов и социал-демократов образована правящая Венгерская партия трудящихся[11].
- 15 июня
  - Социал-демократическая партия Чехословакии объединилась с Коммунистической партией Чехословакии[20].
  - Премьер-министром Чехословакии стал Антонин Запотоцкий[45].
  - Китайские коммунисты начали в Шицзячжуане выпуск центральной газеты «Жэньминь жибао».
- 16 июня — в Венгрии гимназии, церковные школы и частные учебные заведения переданы в ведение государства[11].
- 17 июня — из-за ложного срабатывания противопожарной системы под Маунт-Кармелом (Пенсильвания) разбился самолёт Douglas DC-6 компании United Air Lines, погибли 43 человека.
- 18 июня
  - Верховный комиссар Великобритании в Малайской Федерации Эдвард Гент ввёл чрезвычайное положение на всей территории федерации[46].
  - Заключён Договор о дружбе, сотрудничестве и взаимной помощи между Венгрией и Польшей[11].
- 19 июня — НОАК в ходе двухдневных боёв заняла город Кайфын, центр провинции Хэнань[41].
- 20 июня — сепаратная денежная реформа в Западной Германии.
- 21 июня — начало первого Берлинского кризиса (1948—1949) — одного из драматических эпизодов «холодной войны».
- 22 июня — постановление Совета Министров СССР «О производстве переписи и инвентаризации цветных и редких металлов».
- 23 июня 
  - Введённое в Малайской Федерации чрезвычайное положение распространено на Сингапур[46].
  - Введение в обращение в Западном Берлине сепаратной Западногерманской марки.
  - Ответная денежная реформа в Восточной Германии.
- 24 июня 
  - В Лаосе объявлена амнистия[47].
  - Экономический совет Бизонии снимает ограничения для предпринимательской деятельности и отменяет контроль над ценами.
- 27 июня — объединение коммунистической и социал-демократической партий Чехословакии на основе идеологии марксизма-ленинизма.

### Июль
- Согласие правительства Великобритании на размещение военных баз США в восточной части Великобритании.
- 3 июля — заключено второе Соглашение об экономической помощи между США и гоминьдановским Китаем[48].
- 4 июля — в Анкаре заключено Соглашение об экономическим сотрудничестве между США и Турцией, по которому американские компании получили дополнительные права и льготы в Турции до 30 июня 1953 года[49].
- 8 июля — на Лунхайском участке фронта капитулировали перед НОАК 15-я и 16-я гоминьдановские армии[50].
- 9 июля — возобновились боевые действия на фронтах Первой арабо-израильской войны[44].
- 10 июля — Чан Кайши вернулся в Нанкин и назначил главнокомандующим в Северном и Центральном Китае генерала Хэ Иньцина[50].
- 14 июля — покушение на генерального секретаря Итальянской коммунистической партии Пальмиро Тольятти. Тольятти получил три тяжёлых пулевых ранения, но выжил. В ответ коммунистами организована всеобщая забастовка, в которой участвовали 7 миллионов человек[51].
- 16 июля — заключён Договор о дружбе, сотрудничестве и взаимной помощи между Венгрией и Болгарией.
- 18 июля — приостановлены боевые действия на фронтах Первой арабо-израильской войны[44].
- 19 июля — во Франции ушло в отставку коалиционное правительство христианского демократа Робера Шумана[52].
- 20 июля — Ли Сын Ман стал президентом Южной Кореи.
- 21 июля — заключён договор о дружбе, сотрудничестве и взаимной помощи между Румынией и Чехословакией[53].
- 23 июля — в британской Малайской Федерации объявлено о запрете деятельности Коммунистической партии Малайи во главе с Чин Пеном[46].
- 26 июля 
  - Во Франции сформировано правительство радикала Андре Мари[52].
  - Подписание Англией и США условий осуществления «плана Маршалла».
- 30 июля — ушёл в отставку президент Венгрии Золтан Тилди[11].

### Август
- 1 августа — Катастрофа Latécoère 631 в Атлантике.
- 3 августа
  - Президентом Венгрии избран Арпад Сакашич[11].
  - В Румынии издан декрет, по которому национальным меньшинствам страны предоставлено право обучения и судопроизводства на родном языке[54].
- 5 августа — заключено Соглашение о создании совместной комиссии по сельскому переустройству между США и гоминьдановским Китаем[48].
- 6 августа — профсоюзы Гватемалы предложили правительству Хуана Хосе Аревало вооружить рабочих, чтобы предотвратить его вероятное свержение[55].
- 8 августа — в СССР завершилась специальная сессия ВАСХНИИЛ, в результате которой школой Т. Д. Лысенко генетика была официально объявлена лженаукой.
- 15 августа — на юге Корейского полуострова провозглашена Республика Корея. Её президентом стал Ли Сын Ман.
- 16 августа — президентом Парагвая стал Хуан Наталисио Гонсалес[56].
- 17 августа — правительство Индонезии амнистировало участников попытки переворота в 1946 году[57].
- 18 августа 
  - Голландская полиция расстреляла массовую демонстрацию в Джакарте, посвящённую годовщине независимости Индонезии.
  - На Белградской конференции придунайскими странами подписана «Конвенция о режиме судоходства на Дунае».
- 20 августа
  - «Вашингтон пост» назвала Г. Ф. Александрова «самым выдающимся советским философом».
  - В Венгрии провозглашён курс на социалистическое преобразование сельского хозяйства[11].
- 25 августа — вступил в силу сроком на 50 лет Брюссельский пакт о создании военно-политического Западного союза.
- 26 августа — Президиум Верховного Совета СССР издал указ «О праве граждан на покупку и строительство жилых домов», разрешивший массовое строительство индивидуальных жилых домов.
- 27 августа
  - Чрезвычайная конференция Коммунистической партии Индонезии в Джокьякарте приняла резолюцию Новый путь для Республики Индонезии. Предполагается присоединение к КПИ Социалистической и Рабочей партий, отказ от Ренвильского соглашения, активизация антиколониальной и классовой борьбы. Новым лидером партии стал прибывший из СССР Мановар Муссо[57].
  - Открыта Малая Октябрьская железная дорога.
- 28 августа — отставка правительства Андре Мари во Франции[52].
- 29 августа — Катастрофа Martin 2-0-2 под Уиноной — крупнейшая в штате Висконсин (37 погибших).

### Сентябрь
- 1 сентября
  - Произошёл пожар на теплоходе «Победа», который унёс жизнь 42 человек, в том числе, китайского маршала Фэн Юйсяна.
  - Штабам воинских соединений США разослан план «Флитвуд», который предполагает атомную бомбардировку 70 городов СССР.
- 2 сентября — Катастрофа Ил-12 в Новосибирске.
- 5 сентября
  - Во Франции сформирован второй кабинет христианского демократа Робера Шумана, ушедший в отставку через два дня, 7 сентября[52].
  - Руководитель Коммунистической партии Индонезии Мановар Муссо выступает с речью, в которой выдвигает идею вхождения Индонезии в состав СССР.
- 8 сентября — Народное собрание Северной Кореи приняло первую конституцию Северной Кореи и сложило полномочия.
- 9 сентября — на севере Корейского полуострова провозглашена Корейская Народная Демократическая Республика[58]. Премьером Административного совета КНДР стал генеральный секретарь Коммунистической партии Кореи и Председатель Кабинета министров КНДР Ким Ир Сен, председателем Президиума Верховного народного собрания КНДР Ким Ду Бон.
- 11 сентября — во Франции сформировано правительство радикала Анри Кея[52].
- 12 сентября — в Китае коммунистическая армия Линь Бяо и Гао Гана начала Ляошэньскую операцию по разгрому гоминьдановских войск в Маньчжурии[59].
- 13 сентября 
  - В Индонезии в районе Соло (Восточная Ява) начинаются столкновения правительственной дивизии «Силиванги» и частями коммунистической 4-й дивизии. Президент Сукарно вводит в этом районе военное положение. Начало Мадиунских событий и репрессий против Коммунистической партии Индонезии[60].
  - Армия Индийского Союза вторглась в провозгласившее независимость княжество Хайдарабад в центральной Индии (Операция «Поло»)[61].
- 17 сентября
  - Армия княжества Хайдарабад капитулировала перед армией Индийского Союза. В княжестве учреждена военная администрация во главе с генералом Д. Н. Чаудхури[62].
  - В Иерусалиме застрелен посредник ООН в Палестине Фольке Бернадот[63].
- 18 сентября — силы левых партий Индонезии выступают в поддержку 4-й дивизии, захватывают город Мадиун и заявляют по радио о «начале революции»[60]. Индонезийская армия заявляет, что в Мадиуне провозглашена Советская Республика Индонезия с Мановаром Муссо в качестве президента и Амиром Шарифутдином в качестве премьер-министра.
- 20 сентября
  - НОАК заняла город Цзинань завершив захват шаньдунского оперативного плацдарма[59].
  - Рабочий комитет Центрального национального индонезийского комитета дал чрезвычайные полномочия президенту Индонезии Сукарно, который ввёл в стране военное положение[60].
- 30 сентября — в Индонезии правительственная дивизия «Силиванги» заняла город Мадиун[60].

### Октябрь
- 2 октября — антикоммунистическое Восстание Жапокики в Албании.
- 6 октября — произошло сильное землетрясение в Ашхабаде и окружающих районах Туркменистана. Ашхабад был почти полностью разрушен, погибло около 110 тыс. человек.
- 7 октября — в Венгрии подписано соглашение между коммунистическим правительством и реформатской и униатской церквами[11].
- 11 октября — парламент Бирмы принял «Закон о национализации земли»[3].
- 12 октября
  - Установлены дипломатические отношения между СССР и КНДР[64].
  - В районе Главного Кавказского хребта исчез самолёт Ил-12 с 10 людьми на борту, направлявшийся из Баку в Тбилиси.
- 16 октября — израильская армия окружила Египетские части в Эль-Фаллудже и начала 130-дневную осаду города[65].
- 17 октября — на сторону НОАК перешла 60-я гоминьдановская армия в Чанчуне.
- 20 октября — НОАК вступила в Цзиньчжоу, приняв капитуляцию 100-тысячного гоминьдановского гарнизона[66].
- 21 октября — израильская армия заняла Беэр-Шеву[63].
- 22 октября — заключено перемирие, завершившее боевые действия Первой арабо-израильской войны[63].
- 23 октября — в Китае Новая 7-я и 16-я армия Гоминьдана начала контрнаступление на Шэньян и Инкоу, но были окружены и разбиты НОАК[66].
- 25 октября — в Польше национализированы все частные кредитные учреждения и введена государственная монополия на банковское дело.
- 26 октября — попытка государственного переворота в Парагвае.
- 27 октября — в Чехословакии принят закон о первом пятилетнем плане развития народного хозяйства (1949—1953)[20].
- 28 октября — в Китае начато переформирование частей НОАК в четыре полевые армии: 1-я полевая армия — командующий Пэн Дэхуай, 2-я полевая армия — командующий Чэнь И (политкомиссар Дэн Сяопин), 3-я полевая армия — командующий Лю Бочэн, 4-я полевая армия — командующий Линь Бяо (политкомиссар Гао Ган)[67].
- 29 октября — празднование 30-летия ВЛКСМ в СССР.
- 31 октября — убит взятый в плен лидер Коммунистической партии Индонезии Муссо (официально — при попытке к бегству)[68].

### Ноябрь
- 1 ноября — в Китае перед армией Линь Бяо капитулировала 53-я гоминьдановская армия в Шэньяне[69].
- 2 ноября — президентские выборы в США. Победу одержал действующий президент Гарри Трумэн.
- 3 ноября — первое глубоководное погружение батискафа — FNRS-2, 1380 м.
- 5 ноября — состоялся первый пуск Коломенского трамвая по линии Коломна — Голутвин протяжённостью 5 километров.

- 8 ноября

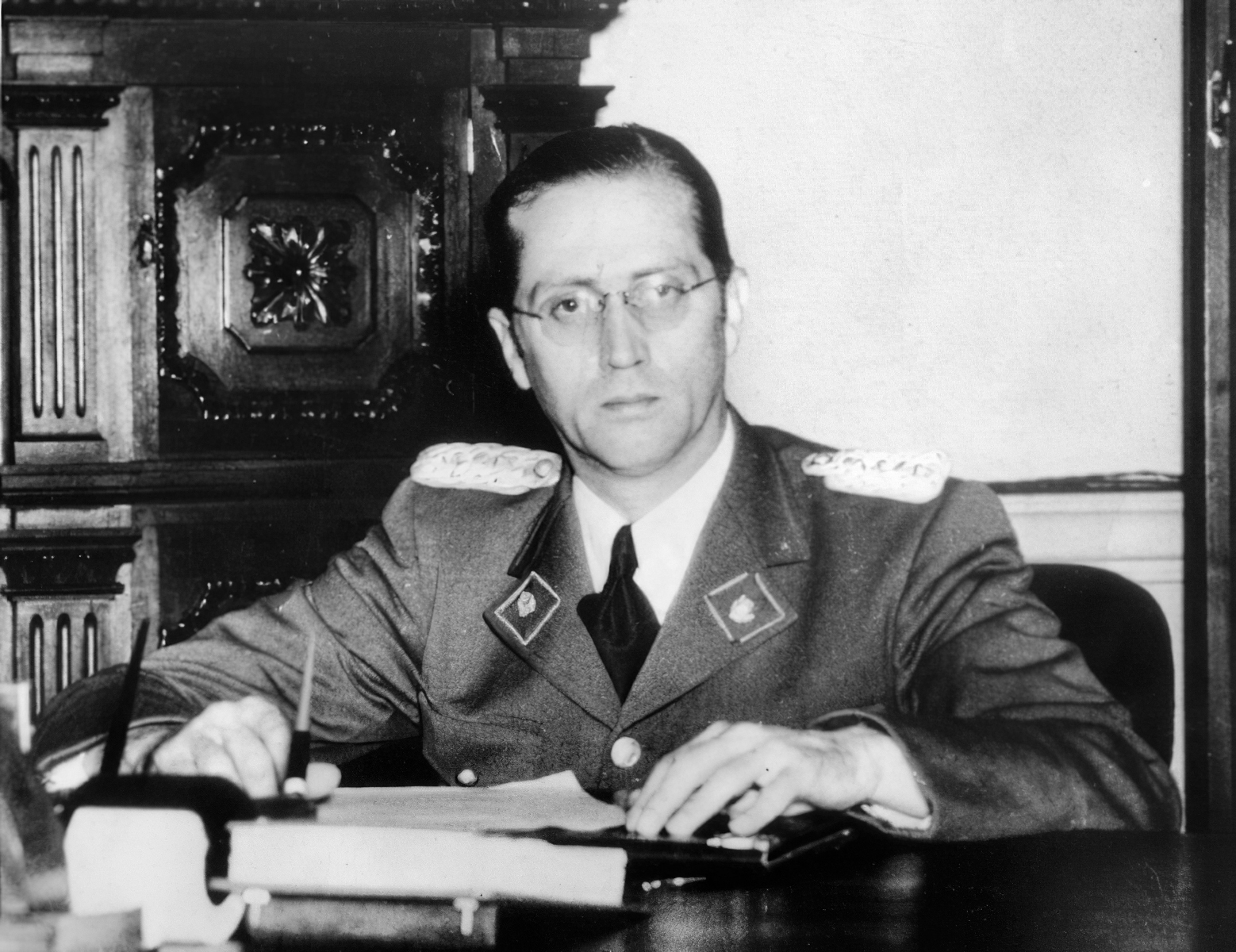
24 ноября: в Венесуэле генерал Карлос Дельгадо Чальбо свергает гражданские правительство.

  - НОАК начала Хуайхайское сражение[67].
  - В Тиране открылся I съезд правящей Коммунистической партии Албании. Завершил работу 22 ноября, переименовав КПА в Албанскую партию труда, приняв новый устав и двухлетние задания по экономическому и культурному развитию до 1950 года[70].
- 11 ноября — бюро Совета министров СССР приняло постановление О мероприятиях по улучшению торговли. Решено провести межобластные оптовые ярмарки для распродажи скопившихся на складах излишков товаров[71].
- 12 ноября
  - армия Линь Бяо очистила Маньчжурию от гоминьдановских войск[59].
  - завершён Токийский процесс над главными военными преступниками милитаристской Японии. Приговор приведён в исполнение 23 декабря.
- 15 ноября — открытие Сессии расширенного Учёного Совета ИГН АН СССР в Москве, обсуждавшей положение в геологии[72].
- 16 ноября — в Китае близ Сюйчжоу капитулировала окружённая войсками НОАК 7-я группа армий[67].
- 20 ноября — в СССР принято секретное решение бюро Совета министров о роспуске Еврейского антифашистского комитета.
- 23 ноября — президент США Гарри Трумэн подписал секретную директиву Совета Национальной Безопасности № 20/4 «Политика США в отношении России», предполагающую постепенное ослабление СССР и его влияния.
- 24 ноября — военный переворот в Венесуэле. Президент Ромуло Гальегос свергнут, к власти пришла военная хунта во главе с Карлосом Дельгадо Чальбо[73].
- 25 ноября — после занятия китайскими коммунистами Маньчжурии восстановлено прямое железнодорожное сообщение между СССР (Забайкальск и Гродеково) с советскими военными базами в Порт-Артуре[74].
- 26 ноября — в Венгрии принят закон о правах женщин[75].
- 27 ноября — НОАК заняла Шаньхайгуань.

### Декабрь
- 1 декабря
  - В Коста-Рике упразднены вооруженные силы.
  - Жена Чан Кайши Сун Мэйлин вылетела в США, надеясь добиться военной и экономической помощи властям Китайской Республики в ходе Гражданской войны. Миссия завершилась провалом[76].
- 2 декабря — войска НОАК вошли в Сюйчжоу после капитуляции войск южного участка обороны гоминьдановской армии[77].
- 4 декабря
  - Государственный комитет Совета Министров СССР по внедрению передовой техники в народное хозяйство зарегистрировал за номером 10475 изобретение И. С. Бруком и Б. И. Рамеевым цифровой электронной вычислительной машины.
  - В Каире от взрыва бомбы погиб начальник городской полиции Селим Заки. 8 декабря правительство Египта заявило о роспуске ассоциации «Братья-мусульмане»[78][79].
- 5 декабря — правительство Индонезии прервало мирные переговоры с Нидерландами.
- 7 декабря
  - В Индонезии подавлено коммунистическое повстанческое движение в районе Мадиуна[68].
  - НОАК окружила 11 пехотных дивизий гоминьдановской армии на рубеже реки Хань[77].
- 9 декабря — Генеральной Ассамблеей ООН (резолюцией 260 A (III)) ратифицирована «Конвенция о предупреждении преступления геноцида и наказании за него»[80].
- 10 декабря
  - Генеральная Ассамблея ООН приняла Всеобщую декларацию прав человека.
  - В Венгрии сформировано правительство во главе с Иштваном Доби[75].
- 11 декабря — принята резолюция ООН о праве беженцев на возвращение на родину или по их выбору на материальную компенсацию[81].
- 14 декабря
  - В Сальвадоре произошёл государственный переворот, президент генерал Сальвадор Кастанеда Кастро свергнут, страну возглавил Революционный правящий совет
  - В Венгрии подписано соглашение между коммунистическом правительством и евангелической церковью[75].
- 15 декабря
  - В Варшаве открылся объединительный съезд Польской социалистической партии и Польской рабочей партии[82].
  - 4-я полевая армия Линь Бяо заняла город Тунчжоу, завершив окружение Пекина[83].
- 18 декабря — в Венгрии создан Всевенгерский союз трудящихся крестьян и сельскохозяйственных рабочих[75].
- 19 декабря
  - Прервано перемирие между Индонезией и Нидерландами, голландская армия нанесла сокрушительный удар по индонезийским вооружённым силам. В Джакарте воздушным десантом захвачены президент Сукарно, вице-президент Хатта и другие руководители Индонезии[68].
  - Индонезийскими офицерами в деревне Нгалиян расстрелян бывший премьер-министр страны Амир Шарифутдин, поддержавший коммунистов во время Мадиунских событий.
  - В Китае НОАК заняла порт Тангу[83].
- 21 декабря
  - В Варшаве завершился объединительный съезд Польской социалистической партии и Польской рабочей партии. Образована правящая Польская объединённая рабочая партия[82].
  - Главное командование ВВС США доложило комитету начальников штабов оперативный план САК ЕВП 1-49, по которому нападение США на СССР должно произойти до 1 апреля 1949 года.
  - На Полярном Урале потерпел крушение пассажирский самолёт Ли-2, погибли 19 человек[84].
- 22 декабря
  - Захваченные в плен президент Индонезии Сукарно и руководители республики переправлены самолётом ВВС Нидерландов под арест на остров Банка[85].
  - Председателем Исполнительного Юаня (правительства) гоминьдановского Китая назначен сын Сунь Ятсена Сунь Фо, сменивший Вэнь Вэньхао[англ.].
- 23 декабря — в районе аэропорта Внуково столкнулись самолёты Ил-12 и ТС-62, погибли 23 человека.
- 28 декабря — в Каире в вестибюле министерства внутренних дел исламистом убит премьер-министр Египта Махмуд ан-Нукраши-паша. Новым премьер-министром страны стал Ибрагим Абдель Хади-паша[78].
- 30 декабря — Катастрофа ТС-62 под Минском, погибли 3 человека.

## Персоны года
Человек года по версии журнала Time — Гарри Трумэн, президент США.

## Родились
См. также: Категория:Родившиеся в 1948 году

### Январь
- 1 января 
  - Эрнст Мулдашев, советский и российский хирург-офтальмолог, хирург высшей категории, первый сделавший пересадку человеческого глаза.
  - Илья Березницкас, советский и литовский сценарист, режиссёр-мультипликатор и художник.
- 3 января
  - Владимир Стеклов, советский и российский киноактёр.
  - Рэнди Уивер[англ.] (ум. 2022), американский сурвивалист и белый сепаратист. Участник инцидента в Руби-Ридж.
- 12 января — Наталья Сайко, русская советская актриса, Заслуженная артистка РСФСР.
- 14 января — Валерий Харламов, советский хоккеист (ум. в 1981).
- 16 января
  - Джон Карпентер, американский кинорежиссёр, сценарист, продюсер, актёр и кинокомпозитор.
  - Анатолий Соловьёв, советский и российский космонавт, лётчик-космонавт СССР. Рекордсмен по количеству выходов в открытый космос (16) и суммарной продолжительности работы в открытом космосе (82 часа 21 минута).
- 20 января — Джерри Линн Росс, американский астронавт.
- 21 января — Натан Щаранский, отказник, узник Сиона, общественный и политический деятель в Израиле, писатель.
- 21 января — Даулетбай Шамшетов, председатель Жокаргы Кенеса Республики Каракалпакстан, научный сотрудник, первый и единственный президент Республики Каракалпакстан.

### Февраль
- 4 февраля — Элис Купер, американский рок-музыкант.
- 23 февраля — Александр Романцов (ум.2005), советский и российский актёр театра и кино.

### Март
- 1 марта — Ирина Купченко, советская и российская актриса.
- 14 марта — Билли Кристал, американский комик, актёр, кинорежиссёр и продюсер, а также писатель и телеведущий.
- 17 марта — Уильям Гибсон, писатель-фантаст.
- 18 марта — Геннадий Заволокин, советский и российский композитор, баянист и гармонист, поэт. (ум. в 2001)
- 26 марта — Стив Тайлер, американский рок-музыкант, вокалист и лидер легендарной группы «Aerosmith».
- 27 марта — Алексей Жарков, советский и российский актёр (ум. в 2016).
- 31 марта — Владимир Винокур, народный артист России.

### Апрель
- 2 апреля — Джоан Виндж, американская писательница-фантаст;
- 4 апреля — Дэн Симмонс, американский писатель-фантаст, лауреат всех значимых премий в своём жанре;
- 11 апреля
  - Марчелло Липпи, итальянский футболист и тренер.
  - Георгий Ярцев, советский футболист, футбольный тренер.
- 13 апреля — Михаил Шуфутинский, советский и российский эстрадный певец, шансонье, пианист, исполнитель, музыкальный продюсер.
- 28 апреля — Терри Пратчетт, английский писатель-фантаст, создатель серии книг «Плоский мир» (ум. 2015).

### Май
- 2 мая — Владимир Маторин, российский оперный певец (бас), солист Большого театра России, народный артист России.
- 7 мая — Пётр Трусов, российский учёный.
- 19 мая — Даниил Дондурей, российский кинокритик и деятель кино.
- 20 мая — Михаил Веллер, русский писатель.
- 22 мая — Евгений Мартынов, советский композитор и певец (ум. 1990).
- 24 мая — Сергей Песков, российский дипломат. Чрезвычайный и полномочный посланник 1-го класса (ум. 2014).
- 25 мая — Клаус Майне — вокалист и композитор немецкой группы Scorpions.

### Июнь
- 21 июня
  - Анджей Сапковский, польский писатель-фантаст.
  - Иэн Макьюэн, британский писатель, сценарист и драматург, лауреат Премии Сомерсета Моэма (1976).
- 28 июня — Кэти Бейтс, американская актриса и режиссёр.
- 30 июня — Константин Боровой, российский предприниматель и политик.

### Июль
- 12 июля — Милтон Тигл «Ричард» Симмонс, американский фитнес-тренер, радиоведущий, актёр, танцор, певец, комик и продюсер.
- 21 июля — Михаил Задорнов, советский и российский писатель-сатирик, драматург, член Союза писателей России (ум. 2017).
- 30 июля — Жан Рено, французский актёр.

### Август
- 1 августа 
  - Дэвид А. Геммел, английский писатель-фантаст.
  - Людмила Ширина, украинская оперная певица, народная артистка Украины.
  - Ивар Калныньш, советский и латвийский актёр.
- 4 августа — Виктор Отт, российский государственный деятель.
- 10 августа — Андрей Волков, советский и российский художник-живописец.
- 20 августа — Роберт Плант, британский рок-вокалист, известный прежде всего участием в Led Zeppelin.
- 24 августа — Жан Мишель Жарр, французский музыкант
- 28 августа —
  - Наталья Гундарева, актриса театра и кино, Народная артистка России (ум. в 2005).
  - Вонда Макинтайр, американская писательница-фантаст.
- 30 августа — Виктор Андреевич Скумин, советский и российский учёный, профессор, описал болезнь, позже названную синдромом Скумина, автор учения о культуре здоровья.
- 31 августа — Рудольф Шенкер — немецкий музыкант, основатель группы Scorpions (1965), её гитарист и композитор.

### Сентябрь
- 5 сентября — Михаил Швыдко́й, российский деятель культуры и телеведущий.
- 10 сентября — Игорь Костолевский, советский и российский актёр.
- 14 сентября — Лариса Максимова, заслуженный врач Российской Федерации, почётный гражданин города Рязани, председатель Рязанской городской Думы четвёртого созыва.
- 19 сентября — Джереми Айронс, английский актёр.
- 20 сентября — Джордж Мартин, американский писатель-фантаст, сценарист и продюсер.

### Октябрь
- 8 октября — Педро Алонсо Лопес, колумбийский серийный убийца.
- 29 октября — Елена Драпеко, советская и российская актриса («А зори здесь тихие», «Одиноким предоставляется общежитие»), депутат Госдумы России от КПРФ.

### Ноябрь
- 5 ноября — Питер Хэммилл, английский музыкант, лидер группы Van der Graaf Generator.
- 6 ноября — Роберт Хюбнер, сильнейший немецкий шахматист, гроссмейстер.
- 14 ноября — Карл III, король Великобритании.
- 20 ноября — Джон Роберт Болтон, американский дипломат.
- 24 ноября — Спайдер Робинсон, американский писатель-фантаст.
- 29 ноября — Олег Долматов, советский футболист, полузащитник и российский футбольный тренер.

### Декабрь
- 3 декабря — Оззи Осборн, британский рок-вокалист, один из основателей и участник «золотого состава» группы Black Sabbath (ум. 2025).
- 21 декабря — Сэмюэл Л. Джексон, американский актёр кино и телевидения, продюсер.
- 27 декабря — Жерар Депардьё, французский и бельгийский актёр.

## Скончались
См. также: Категория:Умершие в 1948 году
Список умерших в 1948 году
- 12 января — Соломон Михайлович Михоэлс, видный советский еврейский артист и общественный деятель (убит).
- 30 января — Махатма Ганди, борец за справедливость в Индии.
- 11 февраля — Сергей Михайлович Эйзенштейн, советский режиссёр, сценарист.
- 25 апреля — Херардо Родригес — аргентинский и уругвайский композитор и журналист, автор Кумпарситы.
- 20 мая — Джордж Бёрлинг, самый результативный канадский лётчик-ас Второй мировой войны (р. 1921).
- 28 августа — Павел Семёнович Рыбалко, советский военачальник, маршал бронетанковых войск, дважды Герой Советского Союза (р. 1894).
- 31 августа — Андрей Александрович Жданов, советский партийный и государственный деятель (род.1896)
- 11 сентября — Мухаммад Али Джинна, отец пакистанской государственности (р. 1876).
- 22 сентября — принц Адальберт, принц прусский, третий сын кайзера Вильгельма II (р. 1884).
- 30 сентября — Василий Иванович Качалов, русский советский актёр.
- 15 октября — Герман Каймель[нем.], немецкий живописец, график, художник и графический дизайнер (р. 1899).
- 24 октября — Франц Легар, австро-венгерский композитор и дирижёр.
- 5 ноября — Уильям Эммонс, американский геолог (р. 1876).
- 19 декабря — Амир Шарифуддин, индонезийский политический и государственный деятель, социалист, активный участник Мадиунского восстания, убит после его подавления.

## Нобелевские премии
- Физика — Патрик Мейнард Стюарт Блэкетт — «За усовершенствование метода камеры Вильсона и сделанные в связи с этим открытия в области ядерной физики и космической радиации».
- Химия — Арне Тиселиус — «За исследование электрофореза и адсорбционного анализа, особенно за открытие, связанное с комплексной природой белков сыворотки».
- Медицина и физиология — Пауль Герман Мюллер — «За открытие высокой эффективности ДДТ как контактного яда».
- Литература — Томас Стернз Элиот — «За выдающийся новаторский вклад в современную поэзию».
- Премия мира — не присуждалась